# زالزالک خارتیز
زالزالک خارتیز (نام علمی: Crataegus oxycantha) نام یک گونه از سردهٔ زالزالک است.